# 시미즈촌 (오사카부 히가시나리군)
시미즈촌(일본어: 清水村)은 일본 오사카부 히가시나리군에 있던 촌이다. 현재의 오사카시 아사히구의 일부 및 쓰루미구 미도리 동부에 해당한다.

## 역사
- 1889년 4월 1일 - 정촌제 시행에 따라 히가시나리군 시미즈촌이 발족.
- 1925년 4월 1일 - 오사카시에 편입되어, 히가시나리구에 속하게 됨.
- 1932년 10월 1일 - 분구에 따라, 구 촌역이 아사히구 소속이 됨.
- 1943년 4월 1일 - 분구에 따라 일부 구역이 조토구 소속이 됨.
- 1974년 7월 22일 - 분구에 따라 조토구의 구 촌역이 쓰루미구 소속이 됨.

## 참고문헌
- 角川日本地名大辞典 27 大阪府